# Clergues Regulars de la Mare de Déu
Els Clergues Regulars de la Mare de Déu (en llatí Ordo Clericorum Regularium Matris Dei) és un institut religiós masculí de dret pontifici, concretament un orde religiós de clergues regulars. Els seus membres són anomenats leonardins pel nom del seu fundador, sant Giovanni Leonardi, i posposen al seu nom les sigles O.M.D.

## Història
L'orde va ser fundat a Lucca l'1 de setembre de 1574 per sant Joan Leonardi, com a Congregació dels Preveres Reformats de la Santa Mare de Déu, amb la intenció d'agrupar els clergues d'una comunitat i col·laboradors laics, per treballar plegats i amb unes directrius comunes en la reforma dels costums i la salvació de les ànimes dels fidels. La comunitat va prendre com a base l'església de Santa Maria della Rosa, a Lucca.
La idea, però, no va ser acceptada a Lucca, on va trobar oposició de les autoritats, i Leonardi va haver de marxar-ne, instal·lant-se a Roma. El 1580 Giovanni va adquirir l'església de Santa Maria Cortelandini (o Santa Maria Nera, encara propietat de l'orde).
El 1583, la congregació va ser erigida canònicament a instància de Gregori XIII, per Alessandro Guidiccioni, bisbe de Lucca, i confirmada pel breu Ex quo divina majestas de Climent VIII (13 d'octubre de 1595), que va aprovar-ne els estatuts. Llavors, els membres només feien els vots de castedat, perseverança i obediència, i era coneguda com a Congregació de Clergues Seculars de la Santa Verge.
El 1601, Leonardi obtingué l'església de Santa Maria in Portico a Roma, que va passar a ser la seu de la cúria de la congregació. El cardenal Baronius, el mateix any, va fer-se protector seu. Giovanni Leonardi morí en 1609 i va ser enterrat a Santa Maria in Portico.

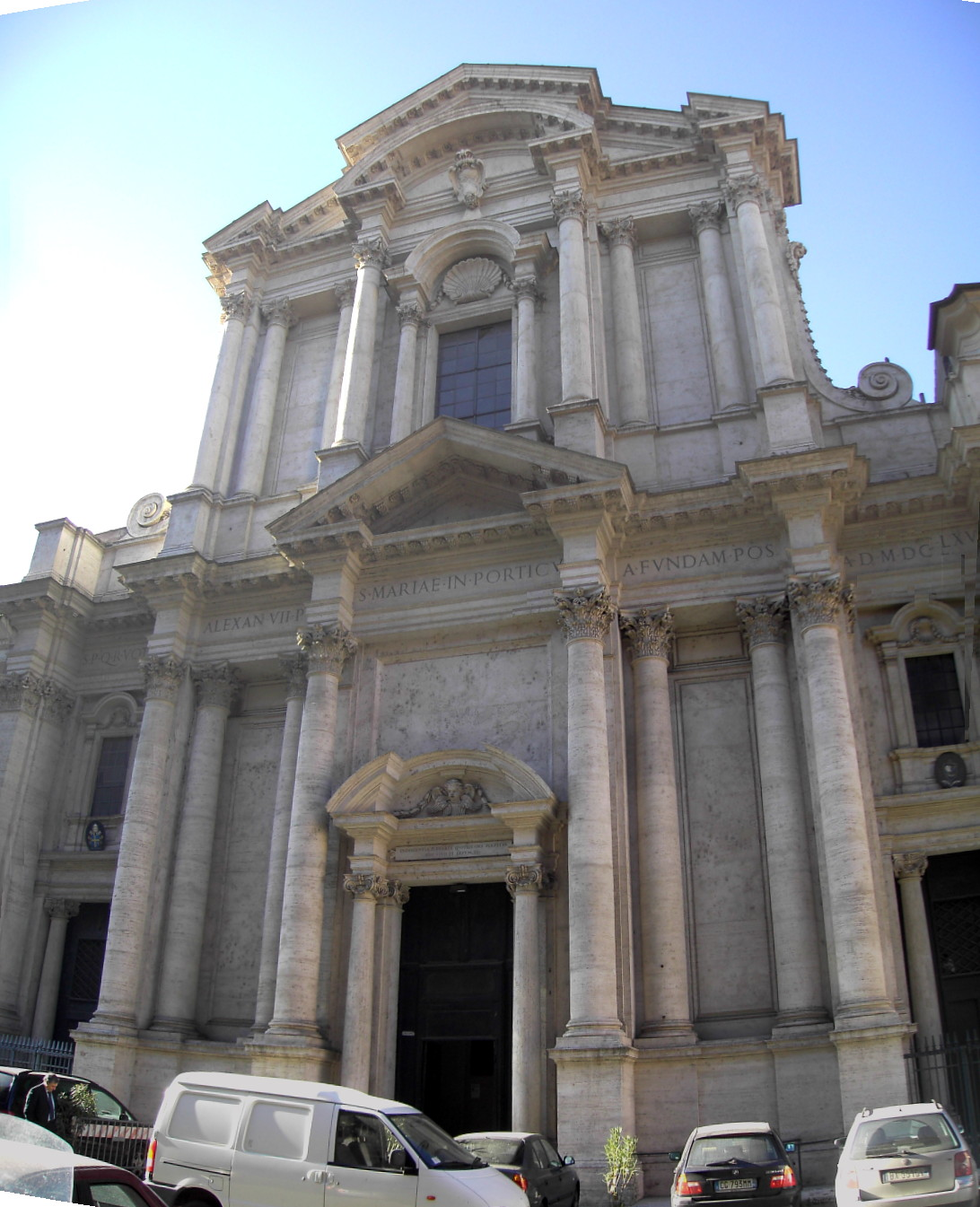
Santa Maria in Portico in Campitelli, a Roma, casa general de l'orde
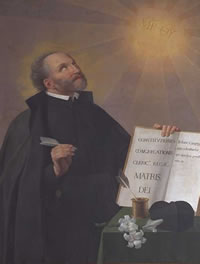
Sant Joan Leonardi, fundador de l'orde

El 1614, Pau V va confiar a la congregació la cura de les anomenades escoles pies. Al breu Inter Pastoralis anomena per primer cop la congregació "de la Mare de Déu". En 1617, considerant que la cura de les escoles quedava fora de l'abast de la congregació, el mateix Pau V la va rellevar d'aquest encàrrec.
La congregació va ser elevada a la categoria d'orde religiós el 3 de novembre de 1621 per Gregori XV. En 1662 va fixar-se la cúria general de l'orde a l'església de Santa Maria in Campitelli, on va traslladar-se el cos del fundador.

## Activitat i difusió
L'objectiu de l'orde és l'exercici del ministeri sacerdotal i les obres d'apostolat, i la perfecció de la vida dels preveres. Al llarg de la seva història, no ha passat de tenir mai una quinzena de cases, per tal que el govern de l'orde no interferís massa les activitats dels seus membres.
El 2008, l'orde tenia vuit cases, totes a Itàlia, i 60 religiosos, 44 d'ells sacerdots.